# Мустатіл
Мустатіли (від араб. مستطيل, DMG mustaṭīl  «прямокутник») — прямокутні кам’яні будівлі в пустелі Нефуд на північному заході Саудівської Аравії, між містами Хаїль і Тейма. Радіовуглецевий метод датує їх приблизно 5000-7000 р. до н. Відомо кілька сотень споруд. 
Мустатіл, як правило, складається з двох великих платформ, з'єднаних паралельними поздовжніми стінами, які іноді тягнуться на довжину понад 600 метрів. Вивченням знахідок займається проєкт «Повітряна археологія в Королівстве Саудівськая Аравія» (AAKSA). . Довгі стіни невисокі, без помітних отворів і з різною орієнтацією. Артефакти свідчать про те, що мустіали — це не господарські будівлі. Архітектура мустатілів включала елементи процесії. Вузькі проходи вказували, що доступ до структур здійснювався з однієї області.
Більшість мустатілів розграбовані або пошкоджені, але археологи змогли знайти й не потривоженого. Останки великої кількості кісток і рогів великої рогатої худоби, а також овець, кіз і газелей були знайдені в центрі камери, поруч з великим вертикальним каменем.
З огляду на, що писемність тоді ще не була винайдена, дослідники не впевнені, у що вірили послідовники цього культу.
Археологи також виявили в районі пустелі Нефуд наскельні зображення того ж періоду, які підтверджують ідею про те, що мустатіли використовувалися як частина культу великої рогатої худоби. Наскельні малюнки показують сцени випасу худоби і полювання.